# マリアエレーナ
マリアエレーナ（欧字名: Maria Elena、2018年4月6日 - ）は、日本の競走馬。2022年の小倉記念の勝ち馬である。
馬名の意味は、メキシコのワルツ調の曲名。

## 戦績

### 2歳（2020年）
2020年10月4日、中京競馬場芝1600メートルで行われた2歳新馬戦でデビュー。大外から追い込むもクビ差およばず2着。10月24日京都競馬場の2歳未勝利戦（芝1600メートル）で4着となったのち、12月13日中京競馬場の2歳未勝利戦（芝1600メートル）で勝ち上がった。

### 3歳（2021年）
2021年は1月のシンザン記念7着、次走エルフィンステークスは4着となり、春のクラッシック路線には間に合わなかった。自己条件に戻ると6月に1勝クラス、7月に2勝クラスを連勝し、9月の中京競馬場で開催されたオープン特別ケフェウスステークスで3着となった後に、10月には同じオープン特別新潟牝馬ステークスを快勝して、オープン入りした。

### 4歳（2022年）
2022年は中京競馬場で開催されたGIII愛知杯から始動。勝ったルビーカサブランカにアタマ差及ばず2着惜敗となった。その後、京都記念8着、マーメイドステークス2着の後に小倉記念に出走。2番人気に支持される。好スタートから3番手を追走、4角手前で一気にスパートし、1番人気で次走GIIオールカマーを快勝したジェラルディーナなどを突き放し、最後は小倉記念史上最大となる5馬身差をつけて重賞初制覇を飾った。
次走は、GI天皇賞（秋）に出走。初GI、420kg台の小柄な馬格に初の斤量56kgを不安視する声もあったものの、前走小倉記念の好走を評価され、GI大阪杯の覇者ポタジェを上回り、皐月賞馬ジオグリフに次ぐ6番人気に指示される。レースでは1枠1番から好スタートを切ったものの、第二コーナーで岩田康誠騎手騎乗のノースブリッジが内側に斜行し、進路が狭くなる不利を受けた。その後態勢を立て直し、直線では大逃げを打ったパンサラッサを追ってしっかり伸びていたが、前半の不利がたたって、勝ったイクイノックスの7着に終わった。なお、ノースブリッジ騎乗の岩田康誠騎手は11月12、13日の2日間の騎乗停止処分を受けた。

### 5歳（2023年）
2年連続で愛知杯から始動。道中3番手でレースを進めるも56.5キロのトップハンデが響いて3着に敗れる。続く金鯱賞では中団から追い出しを図るも伸びを欠いて8着と惨敗。なお、このレースで最後の直線においてワンダフルタウンと接触して外側に斜行した事により、鞍上の松山弘平は過怠金5万円の処分を受けた。4月2日の大阪杯では中団後方から最後の直線で懸命に追い上げるも5着に終わる。6月3日の鳴尾記念でも5着に敗れたのち、8月13日の小倉記念では好位の3番手で追走し、直線で外から伸びてきたが4着に敗れて連覇はならなかった。秋に入り、9月24日のオールカマーでローシャムパークの4着と善戦するも、11月12日に行われたエリザベス女王杯では道中5・6番手追走も直線では全く伸びず15着と殿負けに沈み、レース後鞍上の三浦皇成が下馬して馬運車で運ばれた。その後精密検査が行われ、右前脚の腱鞘炎と診断された。
翌2024年2月1日付けでJRAの競走馬登録を抹消され、現役を引退。生まれ故郷の日高大洋牧場で繁殖牝馬となる。

## 競走成績
以下の内容は、JBISサーチおよびnetkeiba.comの情報に基づく。
| 競走日     | 競馬場 | 競走名           | 格   | 距離（馬場）  | 頭 数 | 枠 番 | 馬 番 | オッズ （人気） | 着順 | タイム （上がり3F） | 着差 | 騎手      | 斤量 [kg] | 1着馬（2着馬）         | 馬体重 [kg] |
| ---------- | ------ | ---------------- | ---- | ------------- | ----- | ----- | ----- | --------------- | ---- | ------------------- | ---- | --------- | --------- | ---------------------- | ----------- |
| 2020.10.04 | 中京   | 2歳新馬          |      | 芝1600m（良） | 16    | 6     | 12    | 024.00（8人）   | 02着 | R1:36.2（34.7）     | -0.0 | 0吉田隼人 | 54        | レアシャンパーニュ     | 406         |
| 0000.10.24 | 京都   | 2歳未勝利        |      | 芝1600m（稍） | 12    | 8     | 12    | 004.80（3人）   | 04着 | R1:37.7（36.8）     | -0.4 | 0松若風馬 | 54        | ヴィジュネル           | 412         |
| 0000.12.13 | 中京   | 2歳未勝利        |      | 芝1600m（良） | 16    | 7     | 14    | 005.20（1人）   | 01着 | R1:34.7（35.1）     | -0.6 | 0川島信二 | 54        | （ミッキーハロー）     | 412         |
| 2021.01.10 | 中京   | シンザン記念     | GIII | 芝1600m（良） | 15    | 1     | 1     | 038.6（11人）   | 07着 | R1:34.1（34.6）     | -0.8 | 0川島信二 | 54        | ピクシーナイト         | 416         |
| 0000.02.06 | 中京   | エルフィンS      | L    | 芝1600m（良） | 12    | 6     | 7     | 007.20（4人）   | 04着 | R1:36.1（33.5）     | -0.1 | 0松山弘平 | 54        | サルファーコスモス     | 410         |
| 0000.03.27 | 阪神   | 君子蘭賞         | 1勝  | 芝1800m（良） | 10    | 8     | 9     | 005.10（4人）   | 03着 | R1:47.7（33.7）     | -0.1 | 0岩田康誠 | 54        | ニーナドレス           | 410         |
| 0000.05.16 | 中京   | 3歳1勝クラス     |      | 芝1600m（稍） | 8     | 7     | 7     | 002.80（1人）   | 02着 | R1:37.2（33.0）     | -0.1 | 0川島信二 | 54        | ナギサ                 | 412         |
| 0000.06.12 | 中京   | 3歳上1勝クラス   |      | 芝2000m（良） | 7     | 1     | 1     | 002.70（2人）   | 01着 | R2:01.4（33.3）     | -0.0 | 0松山弘平 | 52        | （ホウオウプリンセス） | 416         |
| 0000.07.18 | 小倉   | 高千穂特別       | 2勝  | 芝2000m（良） | 14    | 3     | 3     | 003.30（1人）   | 01着 | R1:58.9（34.2）     | -0.1 | 0松山弘平 | 52        | （ソニックベガ）       | 418         |
| 0000.09.18 | 中京   | ケフェウスS      | OP   | 芝2000m（重） | 13    | 4     | 5     | 003.50（1人）   | 03着 | R2:01.4（34.0）     | -0.2 | 0酒井学   | 48        | アラタ                 | 420         |
| 0000.10.24 | 新潟   | 新潟牝馬S        | OP   | 芝2200m（稍） | 7     | 3     | 3     | 002.60（1人）   | 01着 | R2:15.3（35.1）     | -0.2 | 0坂井瑠星 | 51        | （ソフトフルート）     | 422         |
| 2022.01.15 | 中京   | 愛知杯           | GIII | 芝2000m（良） | 16    | 2     | 4     | 007.00（3人）   | 02着 | R2:01.0（34.5）     | -0.0 | 0坂井瑠星 | 53        | ルビーカサブランカ     | 422         |
| 0000.02.13 | 阪神   | 京都記念         | GII  | 芝2200m（稍） | 13    | 2     | 2     | 007.60（5人）   | 08着 | R2:12.4（34.8）     | -0.5 | 0坂井瑠星 | 53        | アフリカンゴールド     | 424         |
| 0000.06.19 | 阪神   | マーメイドS      | GIII | 芝2000m（良） | 16    | 6     | 12    | 008.50（4人）   | 02着 | R1:58.6（35.0）     | -0.3 | 0坂井瑠星 | 55        | ウインマイティー       | 426         |
| 0000.08.14 | 小倉   | 小倉記念         | GIII | 芝2000m（良） | 15    | 1     | 2     | 005.00（2人）   | 01着 | R1:57.4（34.6）     | -0.8 | 0松山弘平 | 54        | （ヒンドゥタイムズ）   | 424         |
| 0000.10.30 | 東京   | 天皇賞（秋）     | GI   | 芝2000m（良） | 15    | 1     | 1     | 020.90（6人）   | 07着 | R1:58.2（33.5）     | -0.7 | 0松山弘平 | 56        | イクイノックス         | 426         |
| 2023.01.14 | 中京   | 愛知杯           | GIII | 芝2000m（重） | 15    | 2     | 2     | 004.40（2人）   | 03着 | R2:03.6（34.4）     | -0.5 | 0松山弘平 | 56.5      | アートハウス           | 424         |
| 0000.03.12 | 中京   | 金鯱賞           | GII  | 芝2000m（良） | 12    | 2     | 2     | 003.10（2人）   | 08着 | R2:00.5（34.7）     | -0.7 | 0松山弘平 | 55        | プログノーシス         | 424         |
| 0000.04.02 | 阪神   | 大阪杯           | GI   | 芝2000m（良） | 16    | 1     | 2     | 012.20（6人）   | 05着 | R1:57.9（35.0）     | -0.5 | 0浜中俊   | 56        | ジャックドール         | 428         |
| 0000.06.03 | 阪神   | 鳴尾記念         | GIII | 芝2000m（良） | 15    | 4     | 7     | 004.10（2人）   | 05着 | R1:59.3（35.7）     | -0.2 | 0松山弘平 | 55        | ボッケリーニ           | 430         |
| 0000.08.13 | 小倉   | 小倉記念         | GIII | 芝2000m（良） | 16    | 2     | 4     | 002.70（1人）   | 04着 | R1:58.4（35.5）     | -0.6 | 0松山弘平 | 56.5      | エヒト                 | 428         |
| 0000.09.24 | 中山   | オールカマー     | GII  | 芝2200m（良） | 15    | 8     | 14    | 044.7（10人）   | 04着 | R2:12.2（35.0）     | -0.2 | 0三浦皇成 | 55        | ローシャムパーク       | 428         |
| 0000.11.12 | 京都   | エリザベス女王杯 | GI   | 芝2200m（良） | 15    | 8     | 14    | 017.90（7人）   | 15着 | R2:15.3（37.2）     | -2.7 | 0三浦皇成 | 56        | ブレイディヴェーグ     | 438         |

## 血統表
| マリアエレーナの血統                         | マリアエレーナの血統                             | マリアエレーナの血統                             | （血統表の出典）                                 | （血統表の出典） |
| 父系                                         | デピュティミニスター系（ヴァイスリージェント系） | デピュティミニスター系（ヴァイスリージェント系） | デピュティミニスター系（ヴァイスリージェント系） | [ § 2 ]          |
| 父 *クロフネ 芦毛 1998 アメリカ              | 父の父*フレンチデピュティ 栗毛 1992              | Deputy Minister                                  | Vice Regent                                      | Vice Regent      |
| 父 *クロフネ 芦毛 1998 アメリカ              | 父の父*フレンチデピュティ 栗毛 1992              | Deputy Minister                                  | Mint Copy                                        |                  |
| 父 *クロフネ 芦毛 1998 アメリカ              | 父の父*フレンチデピュティ 栗毛 1992              | Mitterand                                        | Hold Your Peace                                  | Hold Your Peace  |
| 父 *クロフネ 芦毛 1998 アメリカ              | 父の父*フレンチデピュティ 栗毛 1992              | Mitterand                                        | Laredo Lass                                      |                  |
| 父 *クロフネ 芦毛 1998 アメリカ              | 父の母*ブルーアヴェニュー 芦毛 1990              | Classic Go Go                                    | Pago Pago                                        | Pago Pago        |
| 父 *クロフネ 芦毛 1998 アメリカ              | 父の母*ブルーアヴェニュー 芦毛 1990              | Classic Go Go                                    | Classic Perfection                               |                  |
| 父 *クロフネ 芦毛 1998 アメリカ              | 父の母*ブルーアヴェニュー 芦毛 1990              | Eliza Blue                                       | Icecapade                                        | Icecapade        |
| 父 *クロフネ 芦毛 1998 アメリカ              | 父の母*ブルーアヴェニュー 芦毛 1990              | Eliza Blue                                       | *コレラ                                          |                  |
| 母 テンダリーヴォイス 鹿毛 2012 北海道安平町 | 母の父ディープインパクト 鹿毛 2002               | *サンデーサイレンス                              | Halo                                             | Halo             |
| 母 テンダリーヴォイス 鹿毛 2012 北海道安平町 | 母の父ディープインパクト 鹿毛 2002               | *サンデーサイレンス                              | Wishing Well                                     |                  |
| 母 テンダリーヴォイス 鹿毛 2012 北海道安平町 | 母の父ディープインパクト 鹿毛 2002               | *ウインドインハーヘア                            | Alzao                                            | Alzao            |
| 母 テンダリーヴォイス 鹿毛 2012 北海道安平町 | 母の父ディープインパクト 鹿毛 2002               | *ウインドインハーヘア                            | Burghclere                                       |                  |
| 母 テンダリーヴォイス 鹿毛 2012 北海道安平町 | 母の母ミスアンコール 鹿毛 2006                   | キングカメハメハ                                 | Kingmambo                                        | Kingmambo        |
| 母 テンダリーヴォイス 鹿毛 2012 北海道安平町 | 母の母ミスアンコール 鹿毛 2006                   | キングカメハメハ                                 | *マンファス                                      |                  |
| 母 テンダリーヴォイス 鹿毛 2012 北海道安平町 | 母の母ミスアンコール 鹿毛 2006                   | *ブロードアピール                                | Broad Brush                                      | Broad Brush      |
| 母 テンダリーヴォイス 鹿毛 2012 北海道安平町 | 母の母ミスアンコール 鹿毛 2006                   | *ブロードアピール                                | Valid Allure                                     |                  |
| 母系(F-No.)                                  | 4号族(FN:4-r)                                    | 4号族(FN:4-r)                                    | 4号族(FN:4-r)                                    | [ § 3 ]          |
| 出典                                         | 1. 2. 3.                                         | 1. 2. 3.                                         | 1. 2. 3.                                         | 1. 2. 3.         |

- 母・テンダリーヴォイスは2015年東京優駿を勝利したワグネリアンの全姉。
- 曾祖母・ブロードアピールはシルクロードステークスなど重賞6勝。